# Branislava Vičar
Branislava Vičar ali Branka Vičar, slovenska jezikoslovka, raziskovalka, feministka, animalistka in zaščitnica živali ter izredna profesorica za slovenski jezik na Filozofski fakulteti Univerze v Mariboru. * 15. marec 1975, Maribor.
Dodiplomski študij slovenščine in zgodovine je zaključila na Pedagoški fakulteti Univerze v Mariboru, kjer je leta 2005 tudi magistrirala, in sicer z delom Izrazne skladenjske zgradbe za upovedovanje pomenskih razmerij v delih Antona Šerfa. Leta 2009 je na Filozofski fakulteti Univerze v Mariboru doktorirala iz analize diskurza z delom Parenteze kot metadiskurzivne prvine na primeru pisnega in govorjenega diskurza. Zaposlena je na Oddelku za slovanske jezike in književnosti Filozofske fakultete na Univerzi v Mariboru.
Njena raziskovalna področja so kritična diskurzivna analiza, sociolingivstika, multimodalna analiza in kritične animalistične študije. 
Med letoma 2017 in 2021 je bila predsednica Slavističnega društva Maribor, od leta 2018 je članica komisije regijskega tekmovanja iz znanja slovenščine Slovenščina ima dolg jezik, od leta 2021 pa tudi članica Slovenskega slavističnega komiteja. V letih 2019–2023 je bila predstojnica Oddelka za slovanske jezika in književnosti Filozofske fakultete Univerze v Mariboru. Leta 2021 je bila članica Delovne skupine za pripravo akcijskega načrta za enake možnosti na Univerzi v Mariboru, od leta 2023 pa je članica Komisije za enake možnosti na področju znanosti.
Dejavna je kot zaščitnica živali in podpredsednica društva ZaŽivali!

## Dela (izbor)[4]
- Izrazne skladenjske zgradbe v književnih delih Antona Šerfa, Marbor: Zora (2005)
- Parenteza v novinarskem in parlamentarnem diskurzu, Maribor: Zora (2009)
- Ivan Tavčar in njegova antisemitska narativa v kontekstu evropskega antisemitizma pred drugo svetovno vojno. Studia Historica Slovenica17/2 (2017)
- Animals as "being from other worlds": deconstructing animality/humanity in the poetry of Jure Detela and Miklavž Komelj. What to do with folklore? New perspectives on folklore research. Wissenschaftlicher Verlag (B.A.S.I.S., 9) (2018)
- Reference na Cankarja v partizanski artikulaciji "kulturnega boja". Ivan Cankar v medkulturnem prostoru: ob stoti obletnici Cankarjeve smrti (2018)
- Banalni nacionalizem, nacionalni simboli in koncept avtohtone vrste, Traditiones 47/2 (2018)
- Jezik in transspolne identitete. Slavistična revija 67/2. (v soavtorstvu z Borisom Kernom, 2019)
- “Krivdna mrežja”: antropocen v poeziji Uroša Praha. Razprave o sodobni slovenski literaturi. Ur. Varja Balžalorsky Antić. Ljubljana: Založba ZRC (Studia litteraria 27). 189–208. (v soavtorstvu z Vesno Liponik, 2021)